# エイラヴァーレン
エイラヴァーレン（Eyravallen）は、スウェーデン・エレブルーにあるサッカー専用スタジアム。エーレブルーSKとKIFエーレブルーDFFがホームスタジアムとして使用している。

## 概要
1923年8月26日に開場。1958年には1958 FIFAワールドカップの12会場のうちの1つに選ばれ、グループ2のフランス代表対スコットランド代表戦のみが開催され、2-1でフランス代表が勝利した。
2000年代に入るとスタジアムの老朽化が問題視されたため、2003年から北と東、西スタンドを取り壊して建て替える工事がスタートし、2009年に竣工後は収容人数が13,072人へと減少した。
2005年2月、国内の不動産会社であるBehrn fastigheter AB社が命名権を購入し、ベルン・アレーナ (Behrn Arena)と命名された。

## 開催された主な大会
- 1958 FIFAワールドカップ

| 日付          | ホームチーム | 結果 | アウェーチーム | ラウンド  |
| ------------- | ------------ | ---- | -------------- | --------- |
| 1958年6月15日 | フランス     | 2-1  | スコットランド | グループ1 |

## ギャラリー

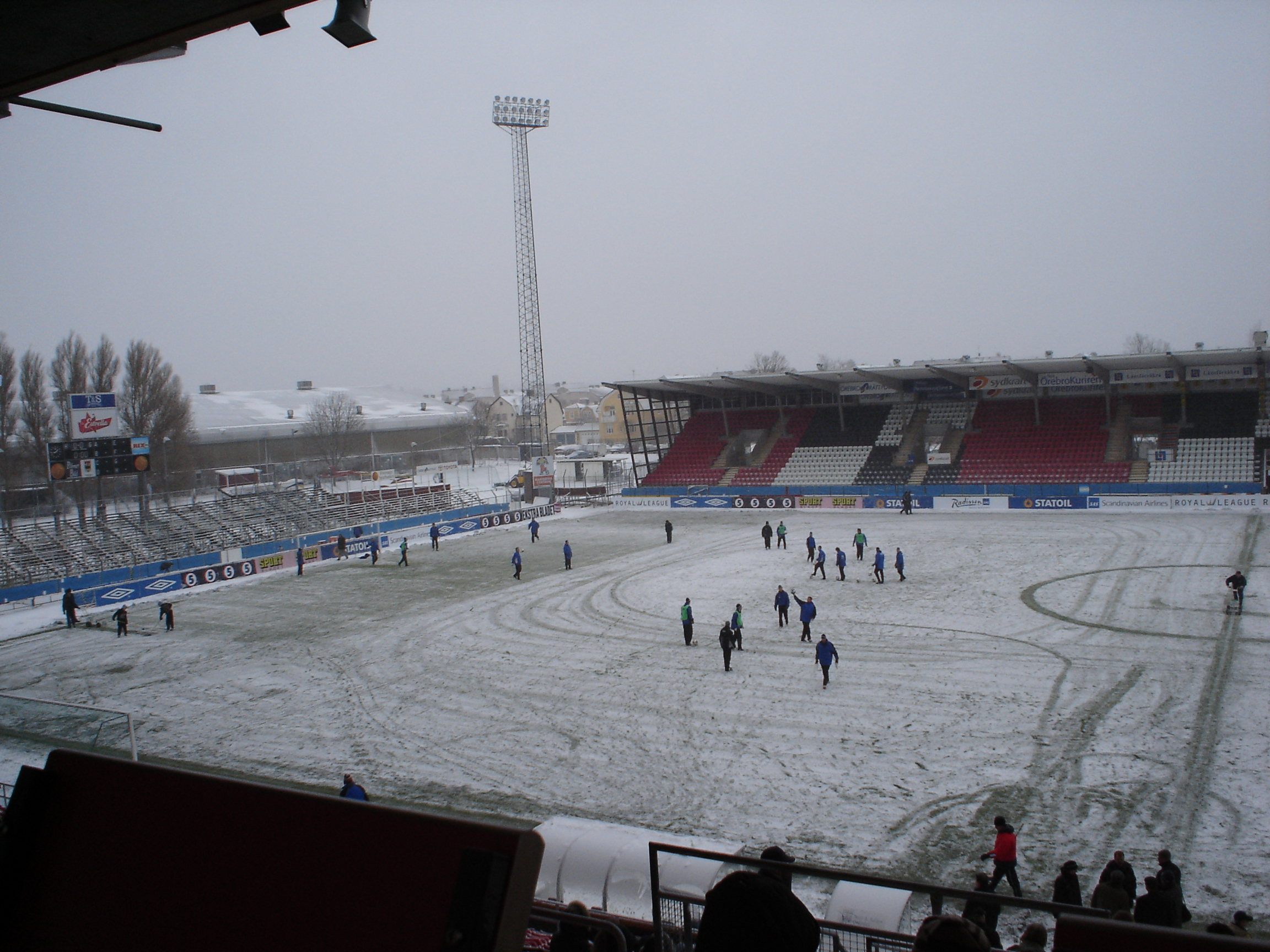
2005年の内観
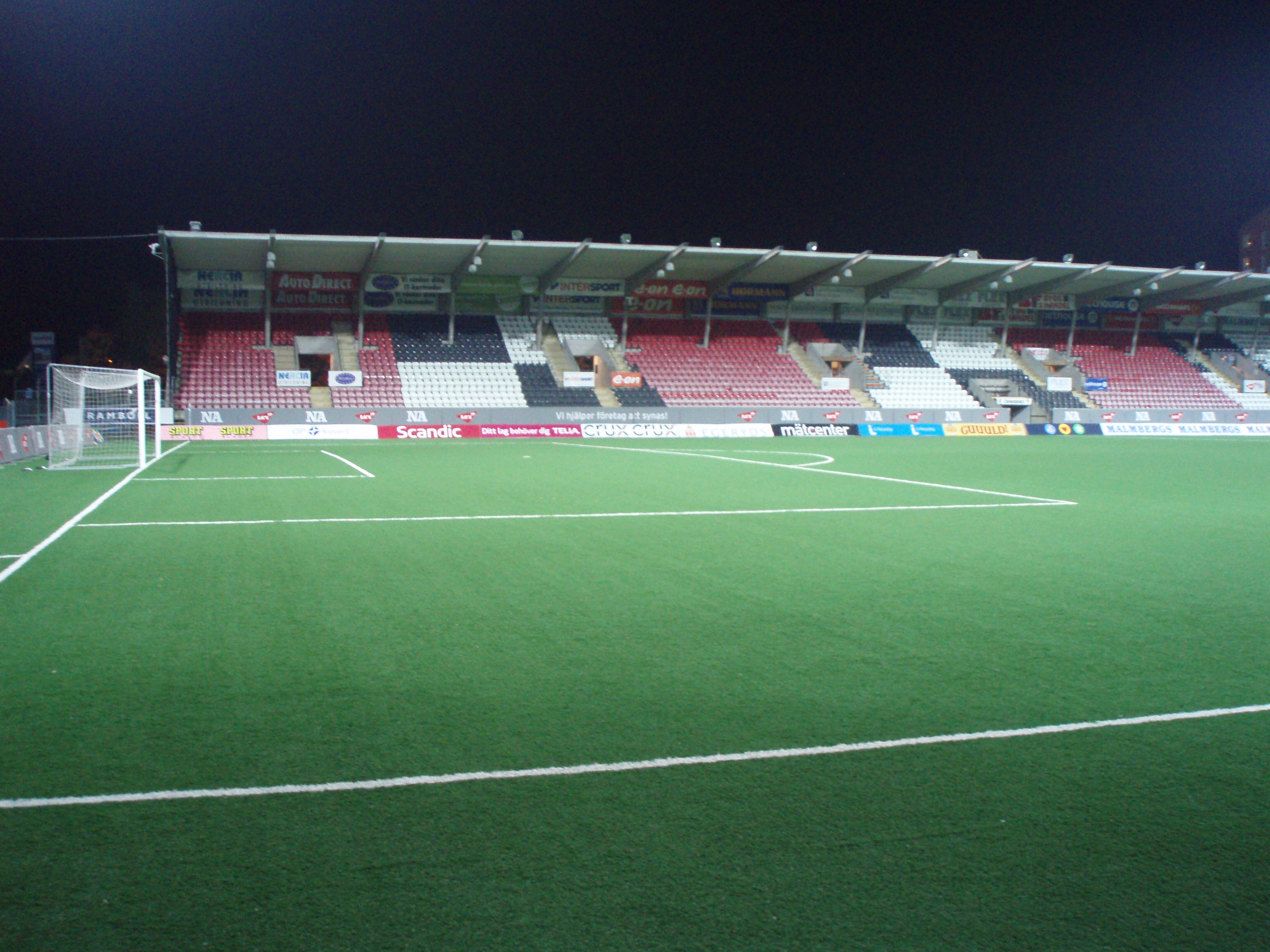
2008年の内観
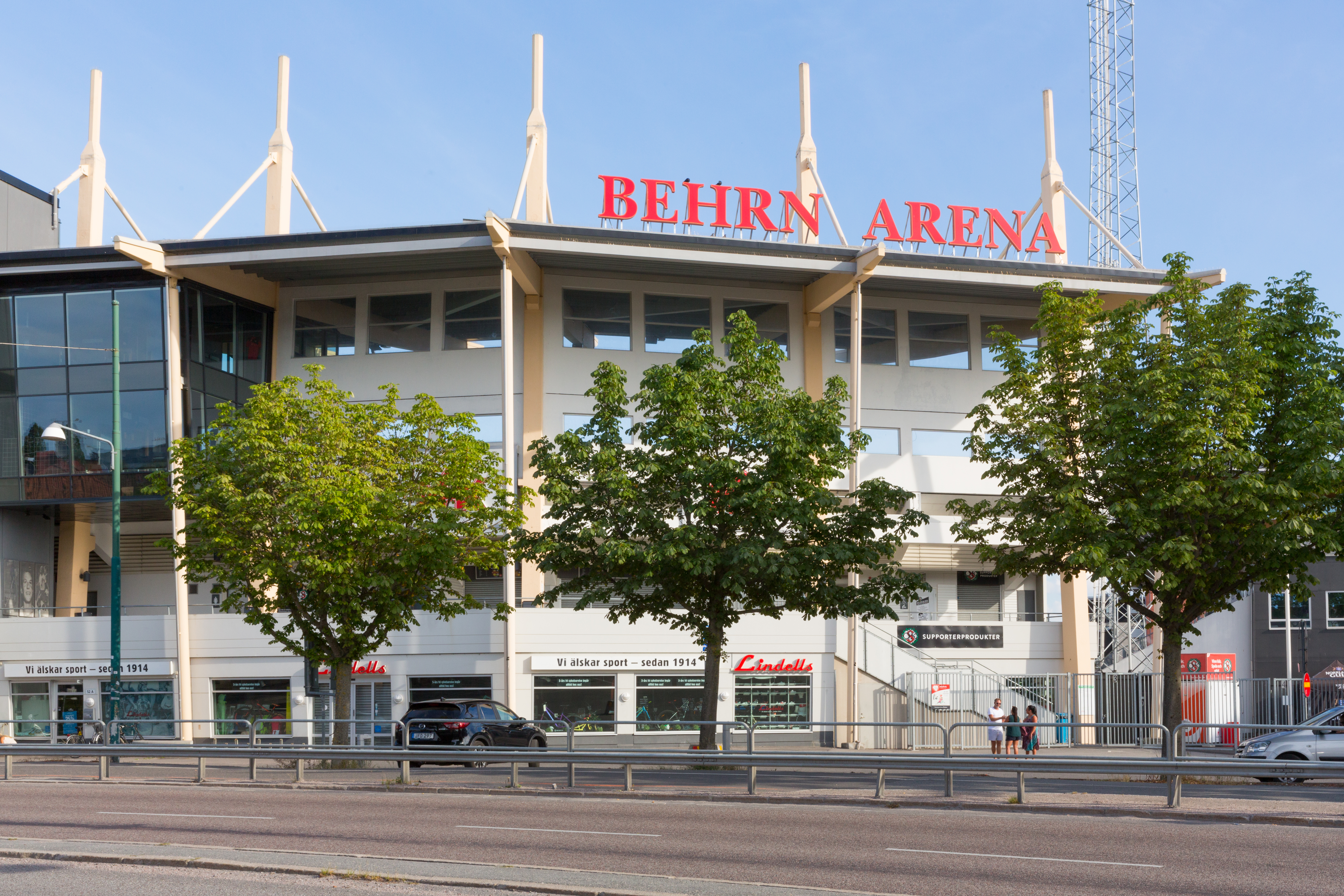
2018年の外観